# Kraton Pilbara

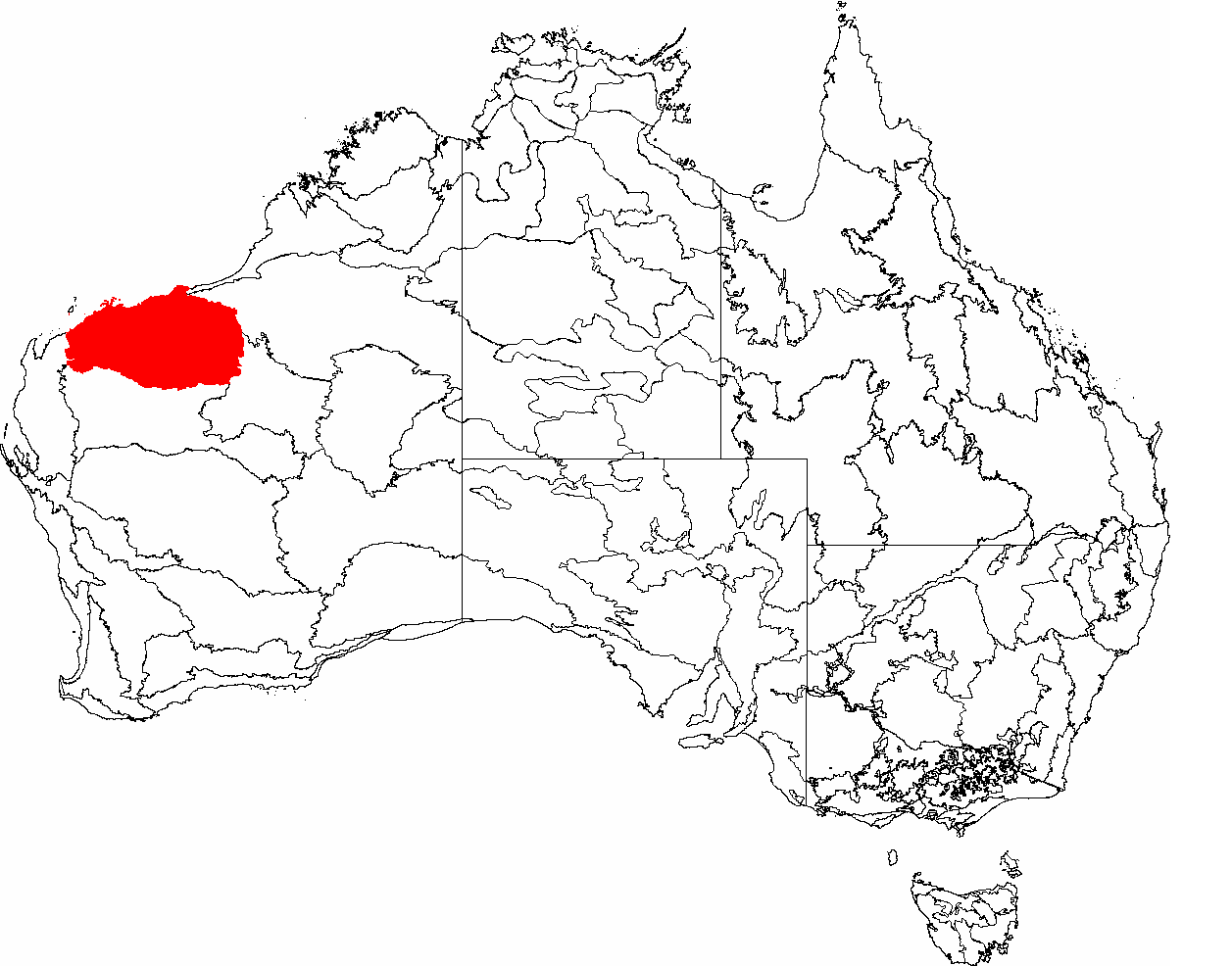
Współczesne położenie kratonu Pilbara na tle mapy Australii.

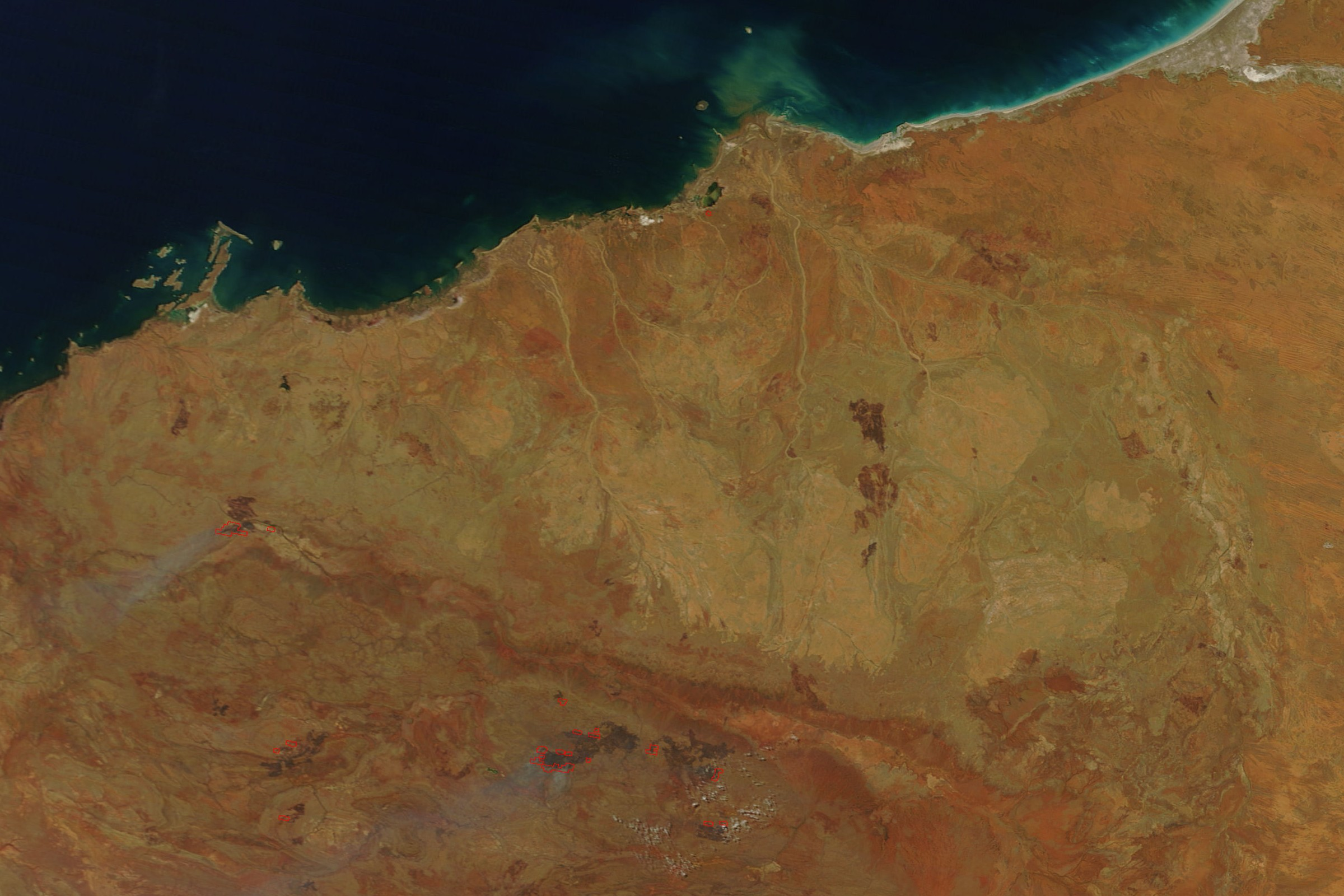
Zdjęcie satelitarne kratonu Pilbara. Widoczne są jasne ciała skał krystalicznych oplecione przez pasy zieleńcowe.

Pilbara – archaiczny kraton, stanowiący część tarczy australijskiej. Utworzył się on około 3,6 mld lat temu i jest on razem z kratonem  Kaapvaal w południowej Afryce – najstarszym zachowanym fragmentem skorupy kontynentalnej na Ziemi. Ok. 3,3 mld lat temu oba te kontynenty połączyły się, tworząc superkontynent Walbara.